# دهبکری
دهبُکری یا دِهْ‌بُکْری (دهبوکری - دیبوکری) نام یکی از ایل‌های آذربایجان غربی است. دهبکری‌ها عمدتاً در شهرستان بوکان و در بخش‌هایی از شهرستان مهاباد و بخشی کوچکی در میاندوآب ونقده ساکن هستند. دهبکری‌ها مسلمان و سنی شافعی مذهب هستند.
دهبکری‌هااز عشایر میهن پرست ایرانی هستندکه با حکومت‌های مرکزی ایران همکاری نزدیکی داشتند و در سرکوب راهزنان و تروریست ها یی چون عبیدالله نهری، اسماعیل سیمیتقو و جمهوری مهاباد نقش داشتند. در دورهٔ ناصرالدین شاه، عزیزخان مکری تعدادی از روستاهای بوکان را به آن‌ها بخشید و به مرور توانستند در حکومتِ قاجار نیز نفوذ پیدا کنند.

## خاستگاه
هنری راولینسون که در ۱۸۳۸ میلادی از کُردهای مکریان دیدن کرده بود و دهبکری را تیرهای از ایل مکری شمرده‌است. همچنین بازیل نیکیتین، دهبکری‌ها را از ساکنان اولیهٔ منطقهٔ مکریان دانسته که بعداً در ایل مکری جذب شده‌اند. نیکیتین احتمال می‌دهد که نام ده‌بُکری از «ده‌مُکری» برگرفته شده باشد.
براساس روایت‌های قومی، ایل دهبکری در اواخر سلطنت نادر شاه افشار از دیاربکر ترکیه کوچ نموده و در داخل منطقه مکریان ساکن شدند و نام دهبکری نیز برگرفته از ریشه آن‌ها دیاربکر است. اما مینورسکی می‌گوید به احتمال قوی‌تر دهبکری برگرفته از نام روستا (ده) بُکر در ۱۲ کیلومتری جنوب غربی مهاباد است. این طوایف عمدتاً شهرنشین و در شهرهای بوکان و مهاباد ساکن هستند. گفتنی است که این ایل در گذشته قبل از کوچ بیرم آقا با نام قهرمانلو (قهرمانی) شناخته می‌شد که هنوز هم نام یکی از تیره‌های این ایل قهرمانی است.

## نام
نام ایل دهبکری قبل از دهبُکری، ایل قهرمانلو که این نام ریشهٔ کُردی دارد بوده‌است که به دلیل مهاجرت به جنوب آذربایجان غربی و اقامت در روستای دهبکر از توابع شهرستان مهاباد به دهبکری تغییر نام یافته‌است. 